# Большой Толкиш
Большой Толкиш — село в Чистопольском районе Татарстана. Административный центр Большетолкишского сельского поселения.

## География
Находится в центральной части Татарстана на расстоянии приблизительно 25 км по прямой на восток от районного центра города Чистополь у речки Толкишка.

## История
Известно с 1710 года. Упоминалось также как Дмитриевское. До 1860-х годов село было приписано к Вознесенскому заводу. В 1878 году построена была Дмитриевская церковь.

## Население
Постоянных жителей было: в 1782 — 297 душ мужского пола, в 1859 — 1116, в 1897 — 1923, в 1908 — 2298, в 1920 — 2234, в 1926 — 1976, в 1938 — 1800, в 1949 — 1005, в 1958 — 807, в 1970 — 780, в 1979 — 745, в 1989 — 487, в 2002 — 444 (русские 94 %), 363 — в 2010.